# Myriopteris fimbriata
Myriopteris fimbriata är en kantbräkenväxtart som först beskrevs av Alan Reid Smith, och fick sitt nu gällande namn av Grusz och Windham. Myriopteris fimbriata ingår i släktet Myriopteris och familjen Pteridaceae. Inga underarter finns listade.